# Юнацька збірна Східного Тимору з футболу (U-17)
Юнацька збірна Східного Тимору з футболу (U-17) — національна футбольна збірна Східного Тимору, що складається із гравців віком до 17 років. Керівництво командою здійснює Федерація футболу Східного Тимору.
Головним континентальним турніром для команди є Юнацький кубок Азії, який з 2008 року розігрується серед команд з віковим обмеженням до 16 років і успішний виступ на якому дозволяє отримати путівку на Чемпіонат світу (U-17). Також може брати участь у товариських і регіональних змаганнях, зокрема у Юнацькому чемпіонаті АФФ з футболу (U-16), юнацькій першості серед країн, що входять до Федерації футболу АСЕАН.
Протягом 1980-х років брала участь у відбіркових турнірах на світову першість у форматі U-16.

## Виступи на міжнародних турнірах

### Юнацький чемпіонат світу (U-17)
| Статистика чемпіонатів світу (U-17) | Статистика чемпіонатів світу (U-17) | Статистика чемпіонатів світу (U-17) | Статистика чемпіонатів світу (U-17) | Статистика чемпіонатів світу (U-17) | Статистика чемпіонатів світу (U-17) | Статистика чемпіонатів світу (U-17) | Статистика чемпіонатів світу (U-17) |
| Рік                                 | Раунд                               | І                                   | В                                   | Н                                   | П                                   | Г+                                  | Г-                                  |
| ----------------------------------- | ----------------------------------- | ----------------------------------- | ----------------------------------- | ----------------------------------- | ----------------------------------- | ----------------------------------- | ----------------------------------- |
| 2005                                | знялася до початку відбору          | 0                                   | 0                                   | 0                                   | 0                                   | 0                                   | 0                                   |
| 2007                                | не брала участь                     | 0                                   | 0                                   | 0                                   | 0                                   | 0                                   | 0                                   |
| 2009                                | знялася до початку відбору          | 0                                   | 0                                   | 0                                   | 0                                   | 0                                   | 0                                   |
| 2011                                | не кваліфікувалася                  | 0                                   | 0                                   | 0                                   | 0                                   | 0                                   | 0                                   |
| 2013                                | не кваліфікувалася                  | 0                                   | 0                                   | 0                                   | 0                                   | 0                                   | 0                                   |
| 2015                                | не брала участь                     | 0                                   | 0                                   | 0                                   | 0                                   | 0                                   | 0                                   |
| 2017                                | не кваліфікувалася                  | 0                                   | 0                                   | 0                                   | 0                                   | 0                                   | 0                                   |
| 2019                                | не кваліфікувалася                  | 0                                   | 0                                   | 0                                   | 0                                   | 0                                   | 0                                   |
| 2021                                | не кваліфікувалася                  | 0                                   | 0                                   | 0                                   | 0                                   | 0                                   | 0                                   |

### Юнацький кубок Азії з футболу
| Юнацький кубок Азії | Юнацький кубок Азії                | Юнацький кубок Азії | Юнацький кубок Азії | Юнацький кубок Азії | Юнацький кубок Азії | Юнацький кубок Азії | Юнацький кубок Азії |
| Рік                 | Раунд                              | І                   | В                   | Н                   | П                   | Г+                  | Г-                  |
| ------------------- | ---------------------------------- | ------------------- | ------------------- | ------------------- | ------------------- | ------------------- | ------------------- |
| 2004                | знялася до початку відбору         | 0                   | 0                   | 0                   | 0                   | 0                   | 0                   |
| 2006                | не брала участь                    | 0                   | 0                   | 0                   | 0                   | 0                   | 0                   |
| 2008                | знялася до початку відбору         | 0                   | 0                   | 0                   | 0                   | 0                   | 0                   |
| 2010                | груповий етап                      | 3                   | 0                   | 0                   | 3                   | 1                   | 9                   |
| 2012                | не кваліфікувалася                 | 0                   | 0                   | 0                   | 0                   | 0                   | 0                   |
| 2014                | не брала участь                    | 0                   | 0                   | 0                   | 0                   | 0                   | 0                   |
| 2016                | не кваліфікувалася                 | 0                   | 0                   | 0                   | 0                   | 0                   | 0                   |
| 2018                | не кваліфікувалася                 | 0                   | 0                   | 0                   | 0                   | 0                   | 0                   |
| Усього              | Найкращий результат: груповий етап | 3                   | 0                   | 0                   | 3                   | 1                   | 9                   |

### Юнацький чемпіонат АФФ
| Юнацький чемпіонат АФФ | Юнацький чемпіонат АФФ           | Юнацький чемпіонат АФФ | Юнацький чемпіонат АФФ | Юнацький чемпіонат АФФ | Юнацький чемпіонат АФФ | Юнацький чемпіонат АФФ | Юнацький чемпіонат АФФ |
| Рік                    | Раунд                            | І                      | В                      | Н                      | П                      | Г+                     | Г-                     |
| ---------------------- | -------------------------------- | ---------------------- | ---------------------- | ---------------------- | ---------------------- | ---------------------- | ---------------------- |
| 2005                   | не брала участь                  | 0                      | 0                      | 0                      | 0                      | 0                      | 0                      |
| 2006                   | не брала участь                  | 0                      | 0                      | 0                      | 0                      | 0                      | 0                      |
| 2007                   | не брала участь                  | 0                      | 0                      | 0                      | 0                      | 0                      | 0                      |
| 2008                   | не брала участь                  | 0                      | 0                      | 0                      | 0                      | 0                      | 0                      |
| 2009                   | скасовано                        | 0                      | 0                      | 0                      | 0                      | 0                      | 0                      |
| 2010                   | третє місце                      | 4                      | 2                      | 0                      | 2                      | 4                      | 3                      |
| 2011                   | груповий етап                    | 4                      | 0                      | 1                      | 3                      | 5                      | 14                     |
| 2012                   | не брала участь                  | 0                      | 0                      | 0                      | 0                      | 0                      | 0                      |
| 2013                   | не брала участь                  | 0                      | 0                      | 0                      | 0                      | 0                      | 0                      |
| 2014                   | скасовано                        | 0                      | 0                      | 0                      | 0                      | 0                      | 0                      |
| 2015                   | груповий етап                    | 5                      | 1                      | 2                      | 2                      | 9                      | 11                     |
| 2016                   | груповий етап                    | 4                      | 1                      | 1                      | 2                      | 4                      | 7                      |
| 2017                   | груповий етап                    | 5                      | 0                      | 1                      | 4                      | 0                      | 9                      |
| Усього                 | Найкращий результат: третє місце | 20                     | 4                      | 5                      | 13                     | 22                     | 44                     |